# Mobed

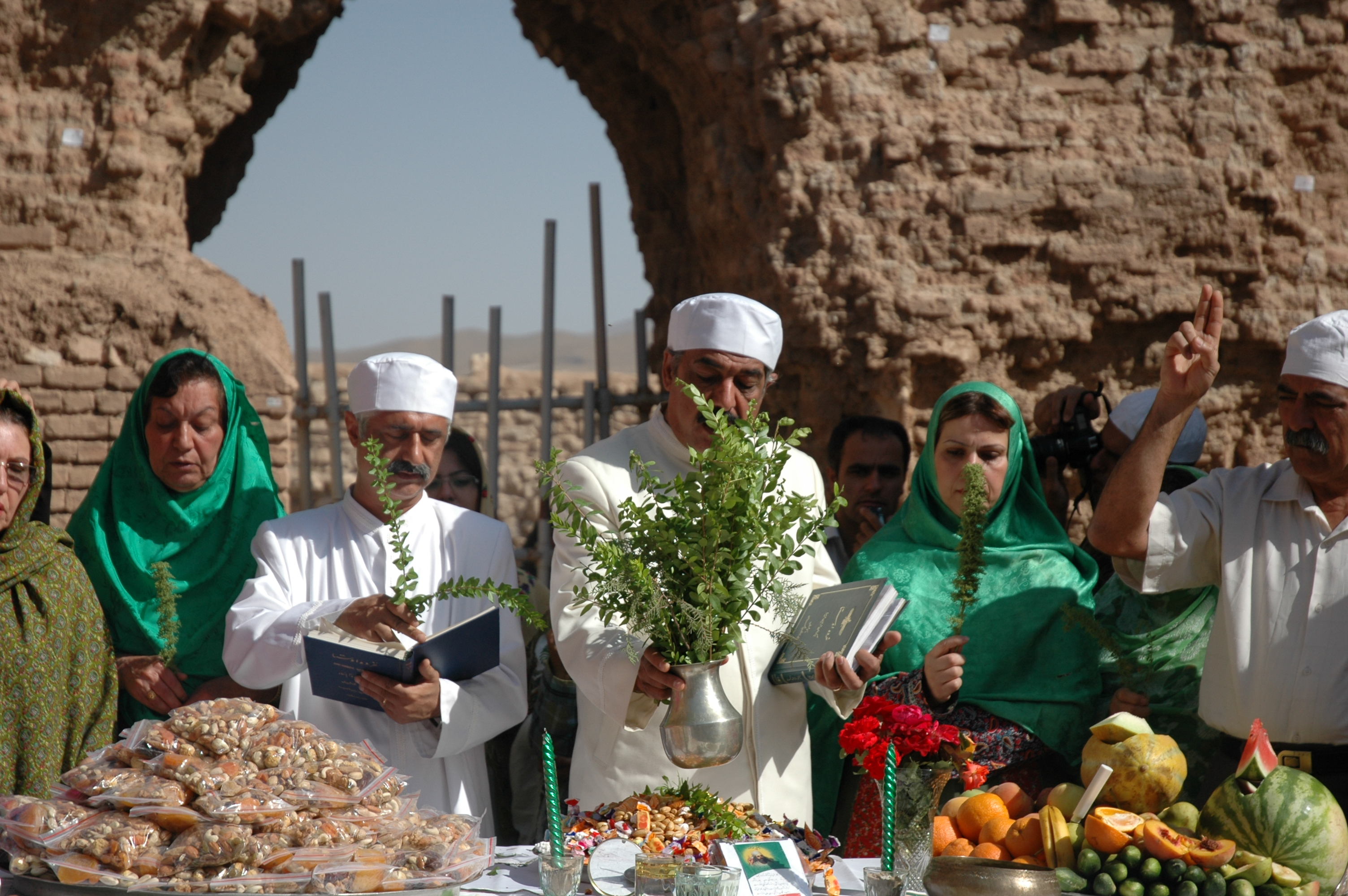
Kult zoroastrischer Gläubiger für den Amescha Spenta Amordad (Unsterblichkeit) in den Ruinen von Takht-i Sulaiman unter der Leitung von zwei Mobed (in weißer Kleidung)

Ein Mobed oder Mobad (persisch موبد, DMG mōbad) ist ein zoroastrischer Priester, der gegenüber dem Ervad, der nur die erste Stufe der Weihe empfangen hat, berechtigt ist, die religiöse Zeremonie des Yasna, die bedeutsamste religiöse Zeremonie der Zoroastrier, vorzunehmen. Ein Mobed hat außerdem das Recht, andere Personen zum Priester im Kult des Mazdaismus auszubilden. 
Das Wort Mobed stammt aus dem Mittelpersischen (mowbed). Es entstand aus dem altpersischen Kompositum *magu-patiš (wörtlich „Meister der Magier“), vgl. altpersisch maguš, im Altgriechischen μάγος magos, woraus das lateinische magus („Magier“) entstanden ist. 
In der historischen Überlieferung ragen verschiedene Mobeds (bzw. Mobeden) hervor, unter anderem der Hohepriester, Mittelpersisch Mobedan-Mobed, Kartir, Hofpriester unter Schapur I. und dessen Nachfolgern, sowie Azarpad Mehrespandan.